# Каликстинци
Каликстинците (на латински: calix — чаша, на чешки: Kališníci), наричани също утраквисти (на латински: utraque specie, в два вида), или просто чашници, представляват умереното крило на хуситите в Чехия през XV век. Те се противопоставени на радикалните хусистки фракции таборити и оребити.

### Идеология
Каликстинците са наричани и утраквисти поради вярването си, че за Общение не е необходимо разделение на пастири и паство, а всеки един вярващ трябва да може да постигне причестяване и в двата вида. Програмата им е изложена през 1420 г. и се стреми към:
- Ликвидация на немската феодална хегемония в Чехия;
- Секуларизация църковните поземлености;
- Свобода на проповедите в духа на Реформацията.

През ноември 1433 г. каликстинците влизат в съглашение с католическите лоялисти, наречено Пражки компактати. Коалицията приема Сигизмунд Люксембургски за приемник на Вацлав IV и под водачеството на Ченек от Вартемберк се изправя срещу хусистките радикали. На 30 май 1434 при Липан контрареформаторските сили нанасят решаващо поражение на таборитите и практически приключват съществуването на радикалната фракция.